# Mänska, jord du måste bliva
Mänska, jord du måste bliva är en psalm av Haquin Spegel. Melodin är en tonsättning från 1623. Enligt Koralbok för Nya psalmer, 1921 anges vid upphovsmannen "Finl. psb. Bearb." vilket möjligen kan innebära att psalmen funnits publicerad i den finländska psalmboken och därefter bearbetats inför publicering bland Nya psalmer.
Melodin är densamma som till den äldre psalmen Sion klagar med stor smärta (1695 nr 289, 1819 nr 123).

## Publicerad som
- Nr 578 i Nya psalmer 1921, tillägget till 1819 års psalmbok under rubriken "Det Kristliga Troslivet: Troslivet hos den enskilda människan: Kallelse väckelse och upplysning".